# Brede ringsprietslak
De brede ringsprietslak (Facelina bostoniensis) is een slakkensoort uit de familie van de ringsprietslakken (Facelinidae). De wetenschappelijke naam van de soort werd in 1838 als Eolis bostoniensis gepubliceerd door Joseph Pitty Couthouy. Hij verzamelde de soort in de monding van de Charles river in Boston,  Massachusetts.

## Beschrijving
De brede ringsprietslak is een zeenaaktslak met een vrij brede kop, en over de hele rugzijde van het lichaam lange, slanke, in groepjes bijeenstaande papillen (cerata) met aan het uiteinde een witte cnidosac. De epidermis is doorschijnend wit. Net als bij de slanke ringsprietslak (F. auriculata) is de huid rond de mond roze getint. De rode slokdarm, die net achter de rinoforen ligt, is duidelijk zichtbaar. De uitstulpingen van de spijsverteringsklier zijn zichtbaar door de epidermis van de papillen, en lichtbruin tot chocoladebruin. Er zijn een paar plekken met wit pigment op de kop, tussen de rinoforen, en achteraan het lichaam. Soms is blauwe iridisatie aanwezig op kleine plekken rond de kop. De rinoforen zijn rolrond en dragen rondom een serie boven elkaar geplaatste lamellen, dwars op de lengterichting. Aan de voorzijde draagt de kop twee orale tentakels met een lengte die tot bijna de helft van de totale lichaamslengte kan bedragen. Daaronder bevinden zich twee tentakels die een uitstulping van de voet zijn. De orale tentakels en de rinoforen dragen bij de uiteinden vaak wit pigment. Grote individuen kunnen ongeveer 55 mm worden.

## Verspreiding
De brede ringsprietslak komt voor in de Noordelijke Atlantische Oceaan langs de Noord-Amerikaanse kust van Nova Scotia tot Connecticut, en langs de gehele West-Europese kust, vanaf Noorwegen tot in het westen van de Middellandse Zee. De soort is ook geregeld aan de Nederlandse kust te vinden, soms algemeen, in de zeegaten van de Waddenzee, de monding van de Ooster- en Westerschelde, het Grevelingenmeer en in de Noordzee (wrakken). De soort leeft van allerlei hydroïdpoliepen, maar heeft een voorkeur voor Tubularia-soorten (penneschaft en gorgelpijp), hoewel deze soort in de intergetijdenzone ook vaak op de knotspoliep (Clava multicornis) wordt aangetroffen. De dieren hebben een voorkeur voor plaatsen met een sterke getijdestroming, aangezien Tubularia-soorten daar het meeste voorkomen.